# Triticum dicoccoides
Triticum dicoccum là một loài thực vật có hoa trong họ Hòa thảo. Loài này được (Körn. ex Asch. & Graebn.) Schweinf. miêu tả khoa học đầu tiên năm 1908.

## Hình ảnh

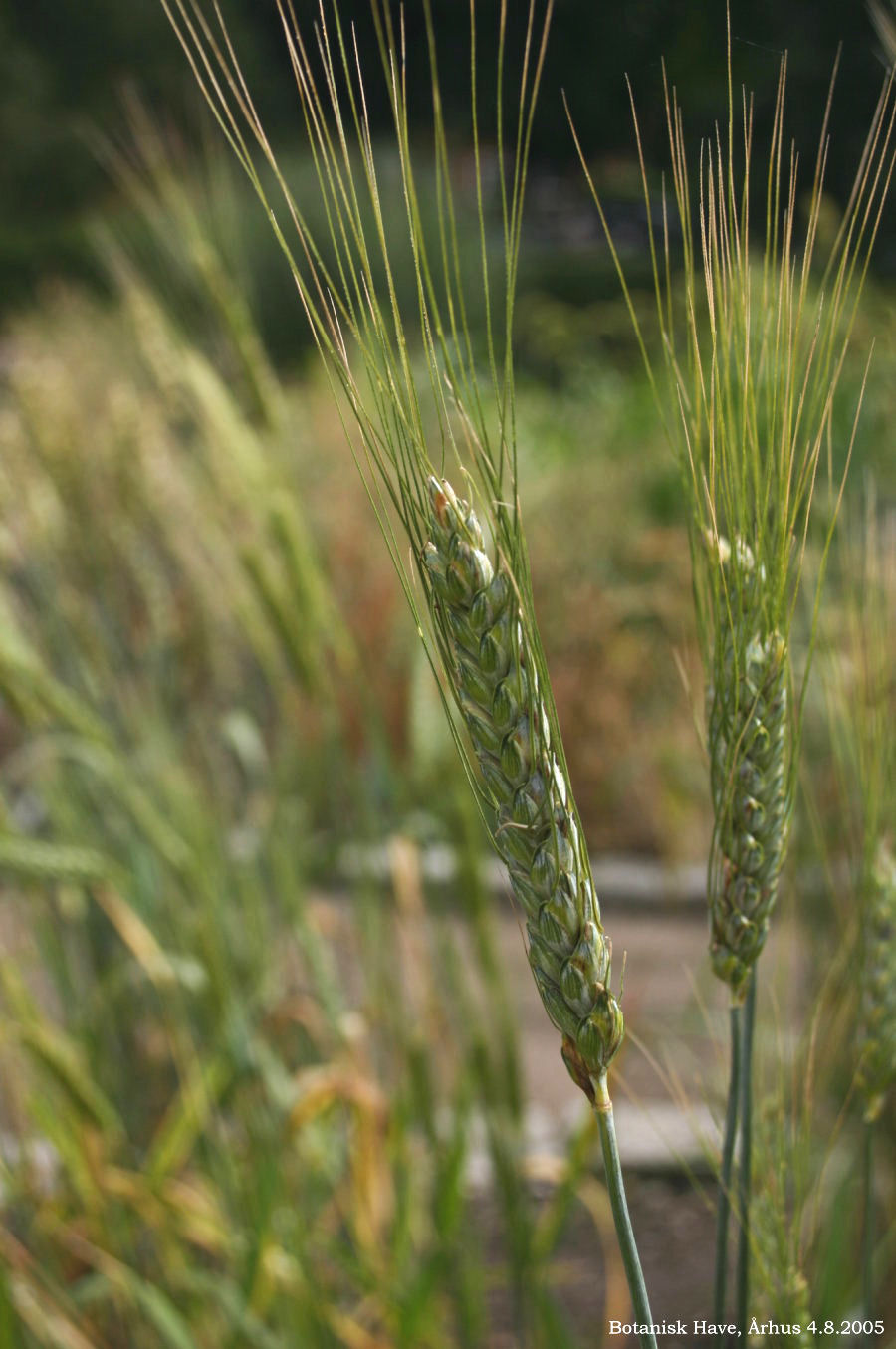
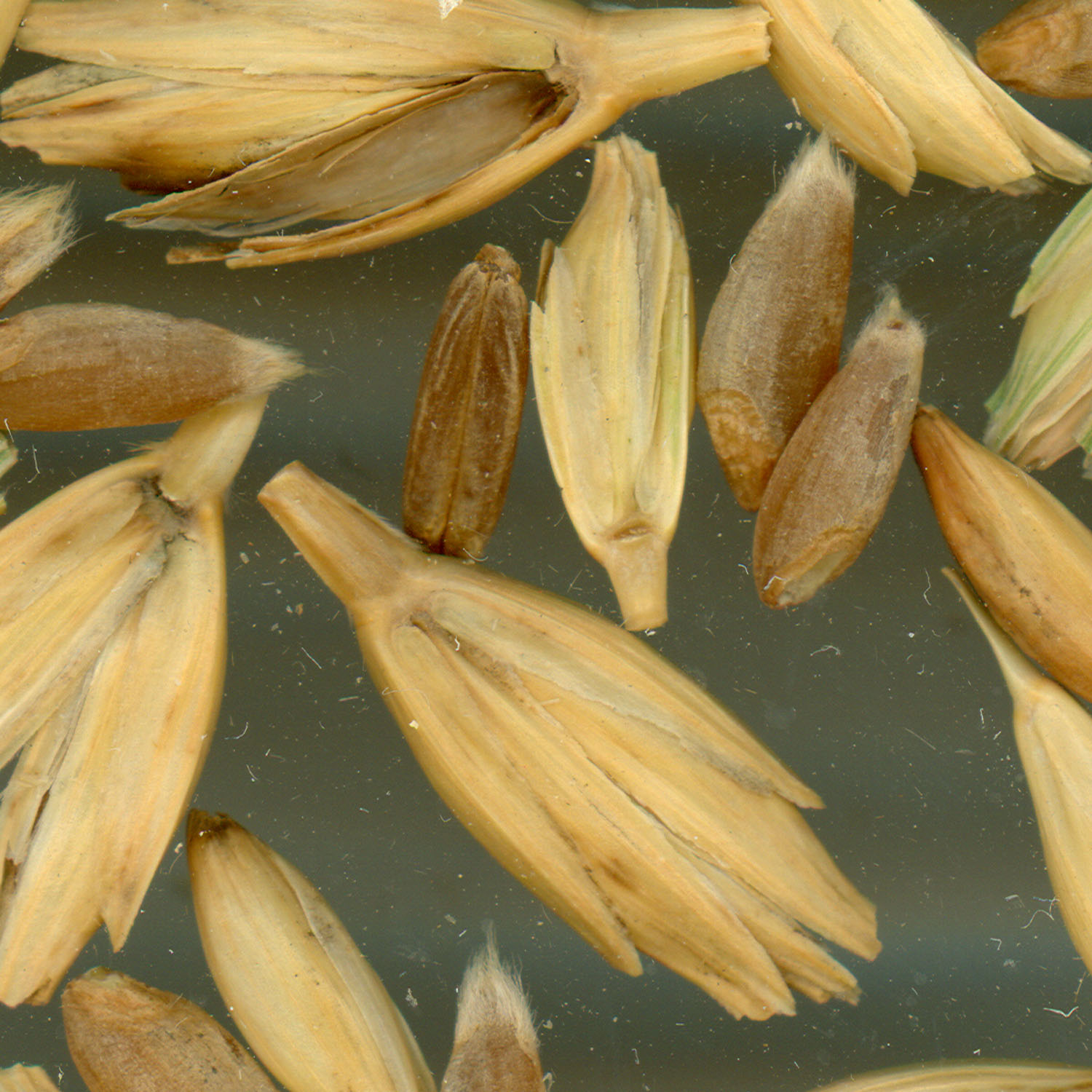
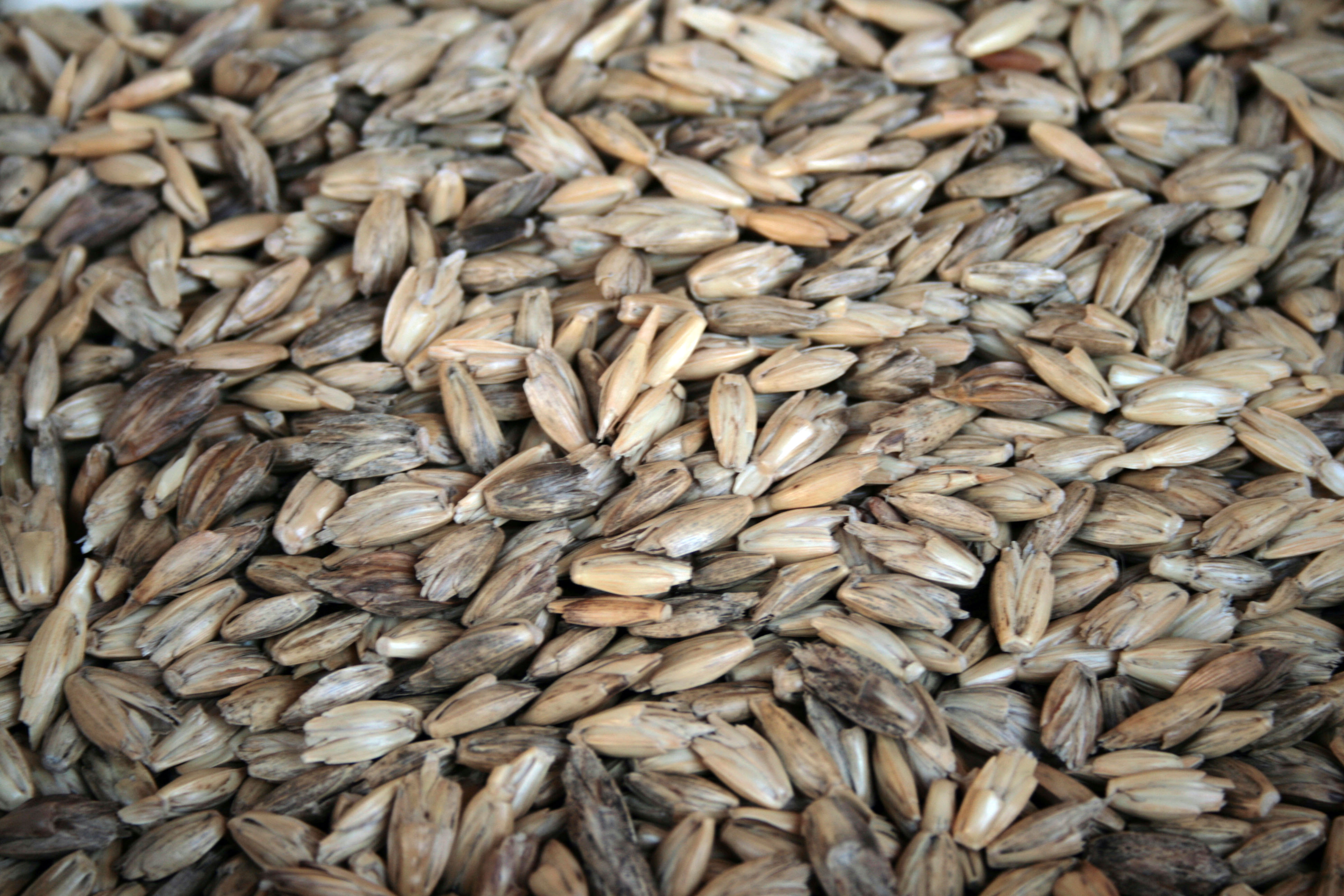
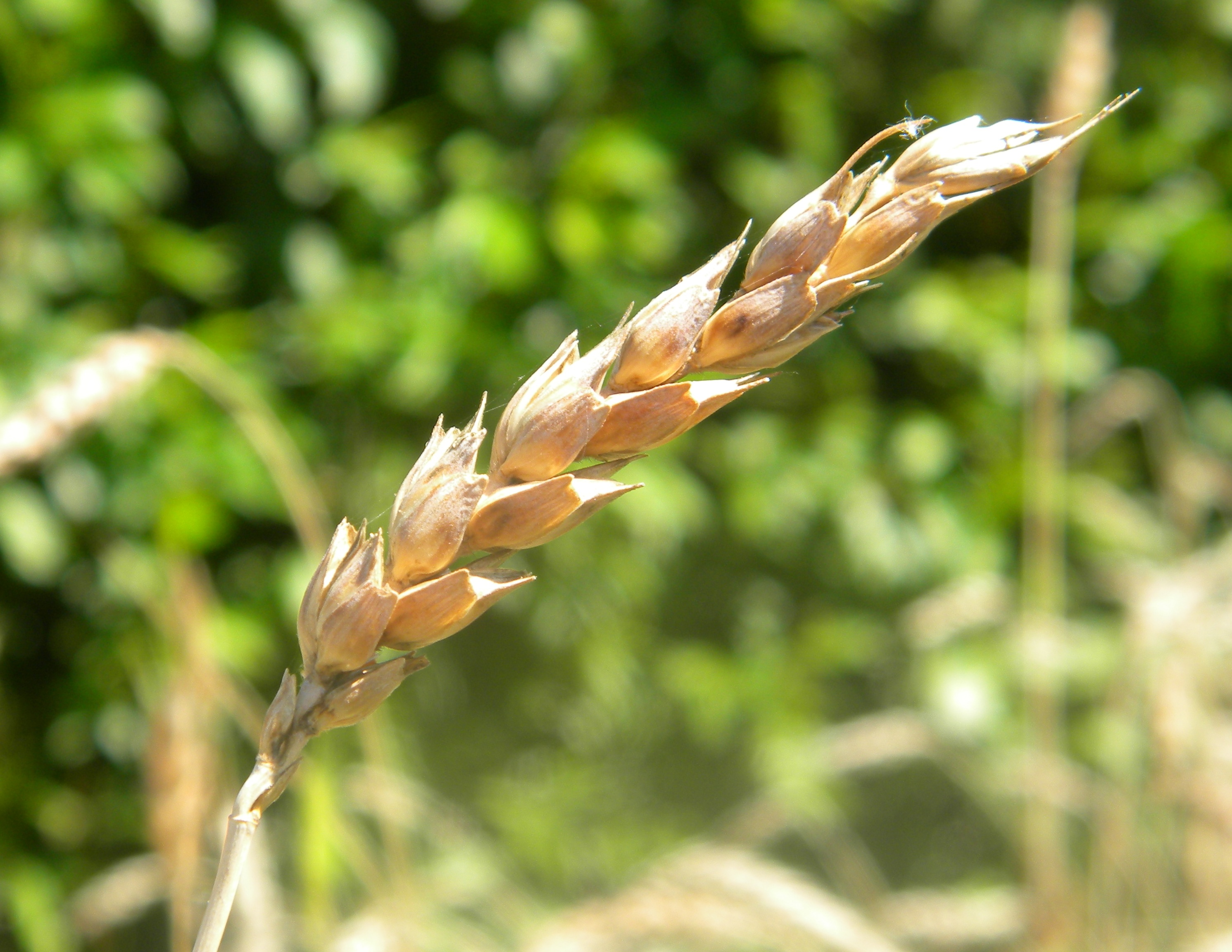
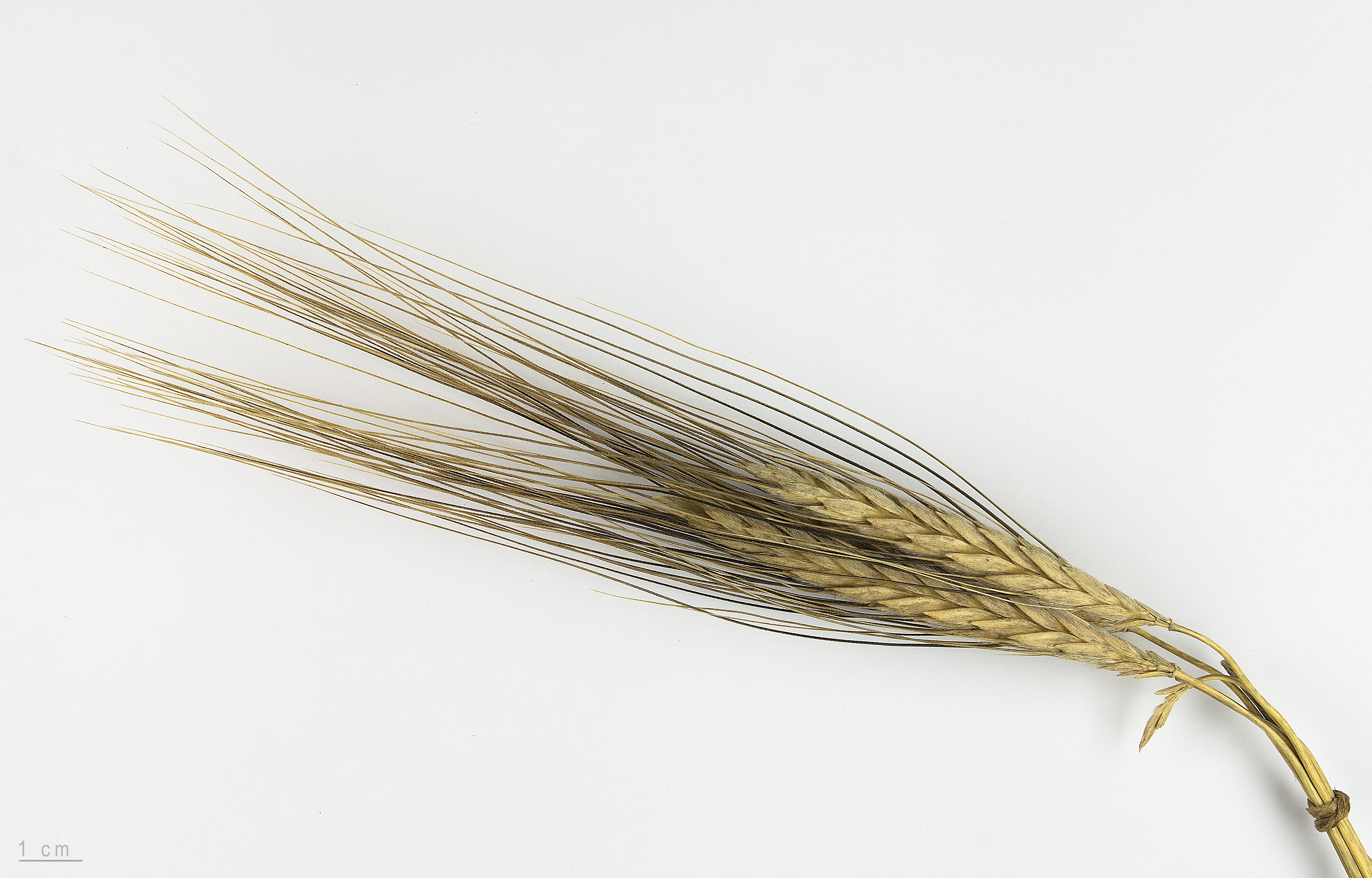
Triticum dicoccoides - Museum specimen